# Damia (mitología)
Damia (en griego antiguo: Δαμία, Damía) es, en la mitología griega, una divinidad de la fertilidad asociada a Auxesia, venerada principalmente en Trecén, Epidauro, Egina, Tera y Esparta. Es un sobrenombre de Deméter o Cibeles.  El nombre de Damia plantea problemas etimológicos, pero su asociación con Auxesia y el que en Roma (a donde llegó desde Tarento)  se la identificara con la Bona Dea, una divinidad de la tierra, permiten relacionarla con Deméter.
Respecto a Damia y Auxesia —pues los trecenios tienen también participación en su culto— no cuentan la misma leyenda que los epidaurios y los eginetas, sino que eran unas vírgenes de Creta, y que cuando estaban todos los de la ciudad en luchas intestinas, también éstas fueron apedreadas por  los de la facción contraria; celebran en su honor unas fiestas que llaman Litobolia («lanzamiento de piedras»).
Heródoto nos habla, sobre el origen de la enemistad entre Atenas y Egina, de que el territorio de Epidauro no daba fruto alguno. Los epidaurios, como es natural, formularon, en el oráculo de Delfos, una consulta relativa a esa calamidad; y la Pitia les aconsejó que erigieran unas imágenes en honor de Damia y Auxesia, ya que, si las erigían, las cosas les irían mejor. Los epidaurios, pues, preguntaron si debían hacer las imágenes de bronce o de mármol; pero la Pitia les prohibió emplear tanto uno como otro material: tenían que hacerlas de madera de olivo cultivado.